# 제15회 미국 작가 조합상
제15회 미국 작가 조합상은 1962년 뛰어난 활동을 보인 영화 작가를 기리기 위해 1963년 5월에 열린 시상식이다. Beverly Hilton Hotel에서 개최되었다.

## 수상 및 후보

### 각본상
- Marion Hargrove 수상
- 알라바마 이야기 - 호톤 푸트 수상
- 스탠리 샤피로 수상

### 월계수상
- 조셉 L. 맨키위즈 수상

### 발렌타인 데이비스 상
- Allen Rivkin 수상